# 1982 في الكويت

## المناصب
- أمير الدولة: جابر الأحمد الصباح
- رئيس الوزراء وولي العهد: سعد العبد الله السالم الصباح

## مواليد
- محمد راشد - لاعب كرة قدم.
- نواف المطيري - لاعب كرة قدم.
- صالح الشيخ - لاعب كرة قدم.
- علي النمش - لاعب كرة قدم.
- محمد جار الله السهلي - شاعر.
- أحمد الفضلي - لاعب كرة قدم.
- عبد الله بهمن - ممثل.
- هبة الدري - ممثلة.
- أبرار - ممثلة.
- غدير صفر - ممثلة.
- فهد العليوة - كاتب.
- ريما شعار - مغنية وممثلة.

## وفيات
- محمود الكويتي - مغني.
- أحمد البشر الرومي - مؤرخ وشاعر.
- بطي البذالي - شاعر.